# 곰굴
곰굴은 대한민국 충청남도 공주시 쌍신동에 있다. 1997년 6월 5일 공주시의 향토문화유적 제3호로 지정되었다.

## 개요
곰나루의 곰을 위로하기 위한 사당이다.